# Susan Auch
Susan Auch, née le 1er mars 1966 à Winnipeg, est une patineuse de vitesse canadienne notamment deux fois médaillée d'argent olympique sur 500 mètres. Elle a également pratiqué le patinage de vitesse sur piste courte.

## Biographie
Susan Auch pratique d'abord le patinage de vitesse sur piste courte. Elle obtient plusieurs médailles aux championnats du monde, puis gagne la médaille de bronze du relais de 3 000 mètres aux Jeux olympiques d'hiver de 1988, où le patinage de vitesse sur piste courte est un sport de démonstration. Après quatre ans dans l'équipe canadienne de patinage de vitesse sur piste courte, elle se dirige vers la piste longue. Elle est deux fois médaillée d'argent sur 500 mètres aux Jeux olympiques, en 1994 et en 1998. En 1994, elle est également deuxième aux championnats du monde sur la même distance. Elle remporte aussi deux médailles mondiales en 1995. Auch arrête la compétition en 1999 mais revient en 2000. Elle arrête définitivement après les Jeux olympiques d'hiver de 2002, où elle est 21e et 27e. Après sa carrière sportive, elle travaille dans l'immobilier. Elle fait partie du Temple de la renommée du Manitoba depuis 2003.
Auch tente une arrivée en politique provinciale manitobaine comme candidate progressiste-conservatrice de la circonscription de Assiniboia lors des élections de 2011, mais est défaite par Jim Rondeau, député néo-démocrate sortant.

## Records personnels
| Distance     | Temps         | Année |
| ------------ | ------------- | ----- |
| 500 mètres   | 38 s 9        | 2000  |
| 1 000 mètres | 1 min 16 s 48 | 2000  |
| 1 500 mètres | 2 min 2 s 4   | 2001  |
| 3 000 mètres | 4 min 39 s 63 | 2001  |
| 5 000 mètres | 8 min 21 s 56 | 2000  |